# Wolfgang Bierstedt
Wolfgang Bierstedt (* 12. Juni 1952 in Calvörde) ist ein ehemaliger deutscher Politiker der PDS. Er war von 1994 bis 1998 und vom 18. Februar 2002 bis 17. Oktober 2002 Mitglied des Deutschen Bundestages.
Wolfgang Bierstedt ist Abteilungsleiter in einem Großrechenzentrum bei T-Systems CSM GmbH, Magdeburg. Er hat zwei Kinder. Nach dem Abitur erlangte er einen Hochschulabschluss als Informatiker. 1978 trat er in die SED ein und blieb in der PDS, für die er zweimal über deren Landesliste in Sachsen-Anhalt in den Deutschen Bundestag gewählt wurde, zunächst in der Wahlperiode 1994–1998. Er war Stellvertretendes Mitglied im Finanzausschuss und im Ausschuss für Wirtschaft, im Ausschuss für Umwelt, Naturschutz und Reaktorsicherheit sowie im Ausschuss für Post und Telekommunikation. Ordentliches Mitglied war er im Ausschuss für Bildung, Wissenschaft, Forschung, Technologie und Technikfolgenabschätzung sowie im Untersuchungsausschuss DDR-Vermögen und der Enquete-Kommission Zukunft der Medien in Wirtschaft und Gesellschaft. 1998 scheiterte er bei der Wahl und wurde erster Nachrücker. Er rückte schließlich im Februar 2002 wieder in den Bundestag nach, als Heidi Knake-Werner in den Senat von Berlin gewählt wurde, schied jedoch mit Ende der Wahlperiode erneut aus.